# Lobsang Drimed
Lobsang Drimed (1683-?) was een Tibetaans geestelijke. Hij was de zesenvijftigste Ganden tripa van 1750 tot 1757 en daarmee de hoofdabt van het klooster Ganden en hoogste geestelijke van de gelugtraditie in het Tibetaans boeddhisme.
Lobsang Drimed werd in 1683 geboren in Shog Drug in Kham. Hij werd gezien als reïncarnatie van de 17e Ganden tripa, Trichen Dorje Tsangpo. Op jonge leeftijd werd hij toegelaten tot het Genden Chopeling klooster in Shog Drug. Dat was toen vrij recent opgericht door een monnik uit het Tsetangklooster. Hij ontving er de voor het kloosterleven benodigde basisopleiding en vertrok daarna naar U-Tsang (Centraal Tibet) om zijn studie te vervolgen. Op advies van de abt van het Thupten Jampalingklooster in Litang, wijzigde hij zijn plan en ging naar het Drepungklooster in Lhasa, waar hij zich inschreef bij het Loseling-college. Daar studeerde hij Logica en de vijf onderdelen van de gelug-traditie. Lobsang Drimed deed het geshe-examen tijdens het jaarlijkse Mönlam-gebedsfeest in Lhasa in 1723. 
Hierna ging hij naar het Gyume-college waar hij tantra studeerde en een geacht geleerde werd. Na afloop van deze studie werd hij benoemd tot abt van het Sangngak Khar klooster en daarna bovendien van het Gyume-college. Aansluitend werd hij abt van het Jangtsecollege van het Gandenklooster en in 1750 werd hij gekozen tot Ganden tripa, welke functie hij tot 1757 vervulde. Na zijn terugtreden vestigde hij zich in het Jayul Chode klooster. Hij gaf er onderwijs en financierde enkele nieuwe beelden, waaronder een bladgouden beeld van Tsongkapa. Onbekend is wanneer hij overleed, voor zijn relieken werd een zilveren stoepa opgericht.